# Colias marnoana
Colias marnoana is een vlindersoort uit de familie van de Pieridae (witjes), onderfamilie Coliadinae.
Colias marnoana werd in 1884 beschreven door Rogenhofer.